# Wallapop
Wallapop es una empresa tecnológica española fundada en el año 2013 que ofrece una plataforma dedicada a la compraventa de productos de segunda mano entre usuarios a través de Internet. Utiliza la geolocalización que ofrecen los dispositivos móviles para que los usuarios puedan comprar y vender en función de su proximidad geográfica a través de la aplicación. Esta se puede instalar tanto en teléfonos inteligentes como en tabletas u ordenadores de sobremesa.

## Historia
En 2014 firmó un acuerdo comercial de publicidad por acciones (media for equity) con AtresMedia.
En 2015 fue declarada la empresa con mayores ingresos de capital riesgo de España.
En 2017 se llega a un acuerdo con Correos para realizar el envío de paquetes que se han vendido a través de la plataforma.
En 2020 experimenta un crecimiento del 50 % en ventas, a pesar de haber paralizado su actividad durante  el confinamiento del Covid. Una vez restablecidas ciertas condiciones de movilidad, volvió a la actividad, aumentando exponencialmente el servicio de envíos por correo.
En 2021, recibe una inversión de 157 millones de euros de fondos franceses y surcoreanos. El valor de la empresa alcanza los 690 millones de euros. Ese mismo año la empresa barcelonesa anunciaba que empezaba a operar en Italia, lo que supone un paso más en su expansión internacional.

## Polémica
A pesar de los filtros por los cuales pasan los objetos que se ponen a la venta, se han producido varios casos de sofisticados perfiles falsos que engañan al usuario y productos ilegales vendidos a través de esta famosa aplicación, como medicamentos, lo que ha obligado a que el Ministerio de Sanidad y la Agencia Española del Medicamento alerten del peligro que esto supone y de las graves consecuencias a las que se exponen al vender entre particulares.